# Jaroslav Štrombach
Jaroslav Štrombach (10. července 1896 Louny – 27. května 1931 Charkov) byl český voják, československý legionář v Rusku, účastník ruské občanské války a tzv. sibiřské anabáze jakožto příslušník Rudé armády. Byl prvním velitelem 1. československého revolučního pluku, jednotky Čechů a Slováků sloužících sovětských bojových sil, po skončení války následně sloužil jako vysoký důstojník v SSSR. Roku 1931 se stal obětí armádních čistek a jakožto obviněný z přípravy protisovětského spiknutí byl vězněn a krátce nato popraven.

## Život

### Mládí
Narodil se v Lounech v severních Čechách jakožto nejstarší syn typografa Antonína Štrombacha a jeho manželky Anny, rozené Mansfeldové. Otec v Lounech vlastnil prosperující tiskárnu a nakladatelství, které měl Jaroslav v dospělosti převzít. Po vychození obecné školy nastoupil ke studiu gymnázia.

### První světová válka

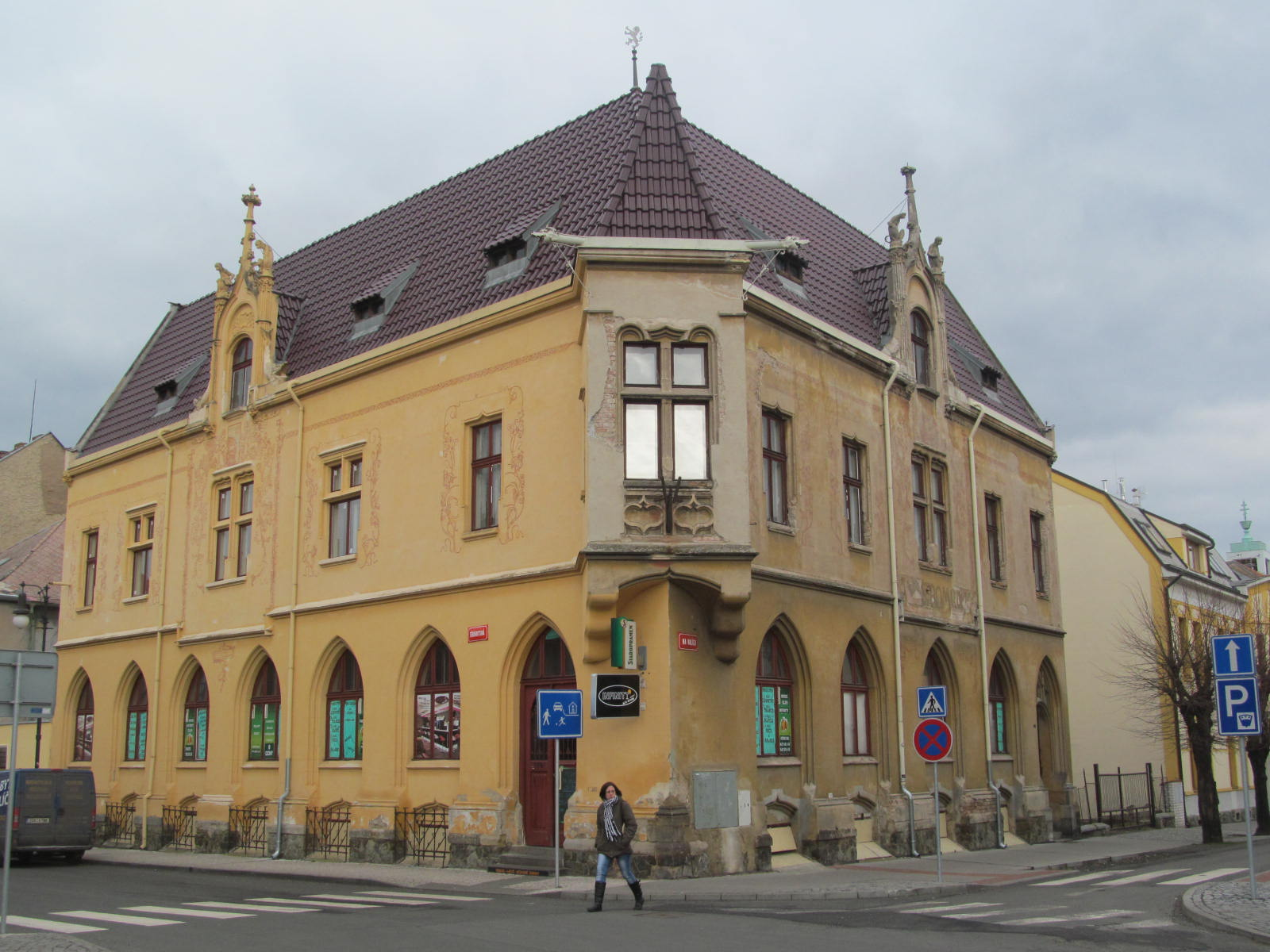
Štrombachův dům v Lounech, sídlo rodinné tiskárny a nakladatelství, kde Jaroslav Štrombach vyrůstal

Když roku 1914 Rakousko-Uhersko vyhlásilo válku Srbsku a následně vstoupilo do válečného stavu s Ruskem, narukoval jakožto jednoroční dobrovolník do rakousko-uherské armády se zařazením do Chomutova, odkud byl roku 1915 odvelen 75. pěšímu pluku v Jindřichově Hradci. Odtud se se svou jednotkou přesunul na bojiště východní fronty v Haliči, kde již v září 1915 zběhl do zajetí ruské armády. Po několikaměsíčních pobytech v zajateckých táborech u Kyjeva a u města Saransk v penzenské gubernii se v polovině roku 1916 dobrovolně přihlásil do nově vytvářených jednotek československých legií v Rusku. Nábor českých a slovenských zajatců však v masové míře povolila ruská prozatímní vláda až po bitvě u Zborova v srpnu 1917. Štrombachovi se však do legií podařilo vstoupit snad již v listopadu 1916, následně byl zařazen ke 3. pluku Jana Žižky z Trocnova. Již v legiích se projevoval jako hluboce levicově smýšlející, přátelil se zde se stejně orientovaným legionářem a spisovatelem Jaroslavem Haškem.
V listopadu 1917 proběhl v Ruském impériu socialistický převrat a vládu nad zemí přebrala komunistická vláda v Moskvě. Štrombach krátce poté zběhl z legií, spolupracujících s bělogvardějskou státní mocí, vstoupil do řad Rudé armády a stal se též členem komunistické strany. Stal se velitelem nově vytvořeného internacionálního pluku zformovaného v Kyjevě o síle okolo 350 mužů a nazvaného 1. čs. revoluční pluk.

### Ruská občanská válka
V březnu 1918 pak uzavřela se Spolkem separátního mír v Brestu-Litevském a plnou měrou se rozhořela ruská občanská válka. Štrombach se se svou jednotkou podílel na akcích Rudé armády, mj. v bojích o Penzu v květnu 1918, kde opakovaně došlo k bratrovražedným střetům mezi Čechy a Slováky na obou stranách fronty, či na boji proti vládě kozáků v Saratově, mj. po boku generála Vasilije Ivanoviče Čapajeva. Za své angažmá proti čs. vojákům v legiích byl polním legionářským soudem v nepřítomnosti odsouzen za velezradu československého národa. Nadále stoupal v armádní hierarchii, později velel 3. brigádě 11. střelecké divize v bojích proti generálu Antonu Ivanoviči Děnikinovi, v roce 1920 byl jmenován velitelem 54. brigády bojujících na Kavkaze. Podílel se na velení při obsazení Tbilisi, za což byl dekorován Řádem rudé hvězdy, nejvyšším bolševickým válečným vyznamenáním, které získal jako první cizinec v historii.
V Rusku se usadil, se svou družkou čekali potomka. Roku 1921 společně odcestovali do Československa, kde mj. navštívili Štrombachovu rodinu v Lounech. Kvůli vydanému zatykači, který ovšem nebyl okamžitým zadržením naplněn, byl sledován policií a čelil projevům nepřátelství od bývalých legionářů. Začátkem roku 1922 tak s družkou odcestovali zpět do Ruska, koncem téhož roku zformovaného do Svazu sovětských socialistických republik. Štombach se vrátil do řad Rudé armády, kde nadále kariérně postupoval až na pozici velitele 44. střelecké divize v ukrajinském Žytomyru.

### Úmrtí
V prosinci 1930 se stal obětí armádní čistky v atmosféře nastupujícího stalinismu. Byl zatčen a spolu s několika dalšími na Ukrajině usazenými Čechy byl obviněn ze spolupráce s československou státní mocí a přípravy protisovětského spiknutí. Pod tlakem vyšetřovatelů se ke smyšleným vzneseným obviněním přiznal a následně byl vojenským soudem odsouzen k trestu smrti zastřelením. Ten byl vykonán v Charkově 27. května 1931.

### Po smrti
V prvorepublikovém Československu byla jeho osobnost nahlížena jako přinejmenším problematická, zpravidla však jako vlastizrádná. Postoj komunistické strany k jeho osobě se mohl změnit teprve s kritikou Stalina a jeho zločinů. Částečně jeho památku začal připomínat komunistický režim v Československu: mj. roku 1968 vznikl dokumentární film Případ generála, bylo Štrombachovi roku 1971 uděleno čestné občanství města Louny. Přesné datum jeho smrti bylo zveřejněno až o několik desítek let po smrti, rovněž se spekulovalo, zda Štrombach nezemřel v květnu 1933 jako vězeň v gulagu na urémii ledvin.